# 安娜·拉謝夫斯卡
安娜·維克托里芙娜·拉謝夫斯卡（羅馬化：Anna Viktorivna Lashchevska；2007年11月20日—），又譯拉什切夫斯卡，乌克兰竞技体操运动员。

## 早年生活及運動員生涯
拉謝夫斯卡于2007年11月20日出生于乌克兰西部城市伊万诺-弗兰科夫斯克。
拉謝夫斯卡于2020年的乌克兰青年锦标赛中夺得金牌。